# Strete Ralegh
Strete Ralegh – przysiółek w Anglii, w Devon. Strete Ralegh jest wspomniana w Domesday Book (1086) jako Estrete/Estreta.